# Hornera americana
Hornera americana är en mossdjursart som beskrevs av D'Orbigny 1842. Hornera americana ingår i släktet Hornera och familjen Horneridae. Inga underarter finns listade i Catalogue of Life.